# Хроника Холодной войны (1951 год)
Хронология Холодной войны
- 1943
- 1944
- 1945
- 1946
- 1947
- 1948
- 1949
- 1950
- 1951
- 1952
- 1953
- 1954
- 1955
- 1956
- 1957
- 1958
- 1959
- 1960
- 1961
- 1962
- 1963
- 1964
- 1965
- 1966
- 1967
- 1968
- 1969
- 1970
- 1971
- 1972
- 1973
- 1974
- 1975
- 1976
- 1977
- 1978
- 1979
- 1980
- 1981
- 1982
- 1983
- 1984
- 1985
- 1986
- 1987
- 1988
- 1989
- 1990
- 1991

- 4 января: Китайские войска захватывают Сеул.
- 14 марта: Силы ООН отбивают Сеул во время операции «Потрошитель». К концу марта они вышли к 38-й параллели и сформировали линию разграничения, пролегающую поперёк Корейского полуострова.
- 29 марта: Супруги Юлиус и Этель Розенберг осуждены в США за шпионаж за их участие в передаче атомных секретов СССР во время и после Второй мировой войны; Розенберги были казнены 19 июня 1953 года.
- 11 апреля: Президент США Гарри Трумэн снимает Дугласа Макартура с должности командующего американскими войсками в Корее из-за того, что он требует применения ядерного оружия против противника.
- 18 апреля: В соответствии с Парижским договором сформировано Европейское объединение угля и стали.
- 23 апреля: Американский журналист Уильям Оатис арестован в Чехословакии по подозрению в шпионаже.
- 1 сентября: Австралия, Новая Зеландия и США подписывают договор, создан блок АНЗЮС, обязывающий эти три страны сотрудничать в вопросах обороны и безопасности на Тихом океане.
- 10 октября: Президент США Гарри Трумэн подписывает Закон о взаимной безопасности, объявляя международному сообществу и, в частности, коммунистическим странам, что США готовы оказать военную помощь «свободным нациям».
- 14 ноября: Президент США Гарри Трумэн просит Конгресс предоставить военную и экономическую помощь США коммунистической Югославии.
- 12 декабря: Международное управление Рура снимает часть оставшихся ограничений на немецкое промышленное производство и производственные мощности.